# Сан-Пьетро-Апостоло
Сан-Пьетро-Апостоло (итал. San Pietro Apostolo) — коммуна в Италии, располагается в регионе Калабрия, подчиняется административному центру Катандзаро.
Население составляет 1925 человек (на 2001 г.), плотность населения составляет 175 чел./км². Занимает площадь 11,51 км². Почтовый индекс — 88040. Телефонный код — 0961.
Покровителем коммуны почитается святой апостол Пётр, празднование 29 июня.